# Hollermayera
Hollermayera é um género botânico pertencente à família Brassicaceae.